# Kazma (worstelaar)
Kazma (Japans: カズマ さかもと かずま, Kazuma Sakamoto) (Machida, 1 oktober 1982) is een Japans professioneel worstelaar die actief was in de WWE als Sakamoto.

## In het worstelen
- Finishers
  - Harakiri
- Worstelaars managed
  - (Lord) Tensai
  - Goliath

## Prestaties
- Kaientai Dojo
  - Strongest-K Championship (1 keer)
  - Strongest-K Tag Team Championship (3 keer; met Kengo Mashimo (1x), Ryota Chikuzen (1x) en Miyawaki (1x))
  - UWA/UWF Intercontinental Tag Team Championship (1 keer; met Kengo Mashimo)
  - Strongest-K Tag Team tournament - met Kengo Mashimo (2005)